# Comté de Chiny
- Comté de Chiny vers 1250

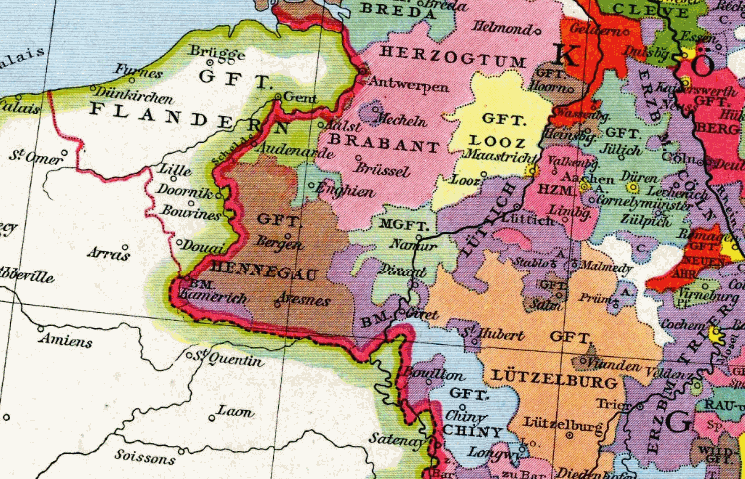
Le comté de Chiny vers 1250, sans mention des villes importantes,
code bleu clair
Comté de Chiny vers 1250

Le comté de Chiny est une ancienne principauté féodale en terres lotharingiennes du Saint-Empire romain germanique qui a connu son apogée au XIIIe siècle avant de disparaître progressivement entre 1337 et 1364. Elle couvrait la vallée de la Chiers et une fraction de la Woëvre essentiellement en Lorraine, une partie de la Gaume ou "Lorraine belge" et du sud de l'actuelle province du Luxembourg belge, ainsi que quelques enclaves dispersées près de la Meuse tels que Warcq et Givet-Agimont. Son territoire, espace seigneuriale presque d'un seul tenant si on excepte les enclaves citées, se situait dans des actuels cantons de la Meuse, des Ardennes (France) et province de Luxembourg (Belgique). Toutefois, la dynastie comtale fut en partie vassale de la maison princière de Bar.

## Définition et étendue maximale
Le nom de Chiny, autrefois Chini, est aujourd'hui celui d'une petite ville belge de la Gaume. Chiny n'est, semble-t-il, qu'une simple bourgade médiévale à l'origine. Elle a connu un essor bref et limité en tant que capitale reconnue, sans jamais devenir une ville marchande.
Aussi la puissance comtale aurait pris son essor à partir de la ville médiévale par excellence qu'était Yvois et du comté homonyme d'Ivois. Yvois est située alors sur la voie commerciale entre Verdun et Saint-Hubert-d'Ardenne, elle est la ville frontalière-lieu de rencontre entre "Francia" et Empire.
Le comté d'Ivois correspondait primitivement aux deux doyennés d'Ivois et de Juvigny (diocèse de Trèves). Il s'étendait de la Meuse à la Semois et s'avançait dans l'Ardenne au nord de ce dernier cours d'eau, jusqu'au-delà de Longlier et de Neufchâteau.
Autour de la capitale au début du XIe siècle, se regroupent à l'origine les villes modestes ou petites bourgades d'Avioth, Bastogne, Chauvency, Damvillers (aujourd'hui en Meuse, France), Dierik, Durbuy, Étalle, Florenville, Hoffalize, Ivois-Carignan, La Roche en Ardenne, Marche en Famene, Muno, Neufchatel, Orval, Saint-Vreit, Vianden, Virton, Vaux-les-Moines. Un lent rétrécissement s'opère, pour mieux asseoir l'autorité de la maison comtale. Dès le début du XIIe siècle, le regroupement territorial de seigneuries, au cœur dense du comté originel, paraît assez compacte.
Entre 1221 et 1239, les comtes de Chiny transfèrent leur capitale à Montmédy, pour des raisons stratégiques et pour affirmer leur sujétion à l'Empire. Le pays de Montmédy sur la Chiers se situe en position centrale.
Le comté de Chiny s'étendait au XIIe siècle sur l'extrême sud-ouest de l'actuelle province de Luxembourg en Belgique, et le nord-ouest du département de la Meuse en France. Il était traversé notamment par la Semois et la Chiers. Il finit par englober d'un seul tenant la plus grande partie des cantons belges de Virton, Étalle, Florenville, Neufchâteau (province de Luxembourg, Belgique), les cantons français de Montmédy, et d'Yvois-Carignan, devenu Carignan (Ardennes, France). Il avait conservé sur la Meuse la seigneurie de Warcq près de Charleville-Mézières et la seigneurie de Givet-Agimont.
Les petites villes et leurs campagnes sont mieux connues au XIVe siècle et XVe siècle, alors que le comté vit ses derniers jours, se désagrège ou s'évanouit définitivement des mémoires en quelques générations. Yvois, Montmédy, Virton, Neufchâteau... sont des petites villes abritées derrière leurs remparts et leurs fossés. Elles sont connues pour leurs marchés hebdomadaires et leurs rares foires animées. Une manufacture de drap est attestée à Yvois en 1304. Pour donner un indice de leurs importances relatives, la comparaison du nombre de droits acquis de bourgeoisie peut être utilisée. Ainsi Yvois s'impose en 1340 comme une ville prospère avec 314 foyers ayant acquitté leurs droits de bourgeoisie, alors que Montmédy et Virton n'en compte respectivement que 274 et 214. Chini n'est qu'un modeste centre urbain au riche passé, avec environ une cinquantaine de familles bourgeoises. La crise démographique impulsée par les redoutables épidémies pesteuses va encore plus changer les campagnes en quelques décennies d'années. L'élevage bovin et chevalin s'impose comme une spécialité en vallée de Chiers et dans les terres riches de fourrages, alors que les champs de céréales et l'élevage ovin en partie associé marquent les plateaux plus secs ou les terres mieux ressuyées. Les peaux, sous-produits de l'élevage prolifique, et le gain des bois exploités en taillis accentuent l'essor des tanneries. L'Homme s'est certes raréfié, car il faudra encore parfois plusieurs siècles pour retrouver la densité humaine perdue, mais partout la technique hydraulique, la gestion rationnelle ou mécanique la plus impitoyable ou encore les migrations humaines saisonnières y suppléent.

## Histoire du comté
Le comté d'Yvois, ou pagus evodiensis, est mentionné en 923 et en 955 ; Selon la chronique de Mouzon, rédigée entre 969 et 971, la maison de Warcq qui le dirige au XIe siècle installe son administration à Chiny, un ancien relais carolingien, est à l'origine du comté de Chiny.

### Premières lignées légendaires et fondation
En 882, la légende rapporte que Bérenger est comte d'Ivois. Son fils Hildebert lui succède. Au Xe siècle, Rodolphe, un autre noble personnage mort avant 946 gouverne le comté d'Ivois. Il appartiendrait à la famille des Régnier. Son épouse Leva aurait été une parente de Wigéric de Bidgau, fondateur avec son épouse de la puissante maison d'Ardenne. Son fils également appelé Rodolphe (également comte du Verdunois, mort avant 962) lui succède. Ce dernier n'a d'autre héritier qu'un fils, Rodolphe, qui entre dans les ordres et devient abbé de Montfaucon.
Le comté d'Ivois aurait été momentanément envahi par le comte du Porcien, Étienne qui évinça le comte Rodolphe peu après 946. La fille d'Étienne, Mathilde, possédait par héritage des terres dans le comté d'Yvois. En 935, elle donne à l'abbaye Saint-Hubert la moitié des dépendances du domaine ou villa de Chini. Frappé de paralysie, Étienne donna vers 956 à l'abbaye de Saint-Hubert la moitié de Chauvency, situé dans le comté d'Ivois. Selon Dom Calmet, Arnold ou Arnoû serait au sens strict le premier comte d'Yvois ou de Chiny. Il avait épousé Mechtilde ou Mathilde, fille du puissant duc de Mosellane Ricuin. Lors de son mariage, il aurait obtenu l'érection du comté par son parrain protecteur, le duc Frédéric, frère de l'empereur Otton et de l'archevêque de Cologne, Brunon. Le fils aîné du noble couple ne serait autre, selon cette tradition lorraine, que le comte Otton, celui que la dynastie comtale nomme Otton Ier de Chiny.
Après 975 apparaît en Yvois le comte Otton, qui apparaît comme un seigneur de guerre et protecteur des marges de la Francia, obéissant à la tendance qui poussait les vassaux ou acteurs de cette région à franchir la Meuse, et qui, tout en agrandissant leur pouvoir, savaient se placer en allégeance de la Lotharingie soumise à l'Empire. Le nouveau titulaire reconnu avait édifié en 971 la forteresse de Warcq dans le pagus Castricius. La Chronique de Mouzon, qui rapporte ces événements, ajoute qu'Otton était du sang des empereurs ; le fait s'expliquerait s'il était fils d'Albert de Vermandois et de Gerberge, fille de Gislebert de Lotharingie et petite-fille de Henri l'Oiseleur,.
Otton, par son service militaire à l'Empire et ses bonnes relations, réussit à se mettre en possession du comté d'Yvois, et ses successeurs l'occupent conjointement à Warcq. Après avoir choisi vers 980 de fixer sa capitale à Chiny, il en prit le nom, devenant alors le premier comte de Chiny.

### Naissance d'une principauté en partie inféodée
Très vite, l'ancien relais de chasse mérovingien, même agrandi, se révèle malcommode pour gouverner la principauté naissante. Yvois est toujours la ville phare, la suite comtale y réside dans un château d'apparat où le comte rend sa justice. Chiny se dote pourtant d'un château-fort à la fin du XIIe siècle et d'une modeste ville basse. Le comté prospère est l'objet de fortes rivalités.
Les comtes héritiers de père en fils du premier Othon restent fidèle aux héritiers locaux de la maison d'Ardenne, à savoir la maison de Bar-Mouzon, d'autant que le comté de Chiny fait allégeance pour quelques terres. Les comtes de Chiny font aussi régulièrement hommage aux comtes de Bar, dans un intérêt de mutualisation des forces militaires.

Armoiries du comté de Chiny

Au printemps 1189, un hommage lige est attesté entre Thibaut Ier de Bar et Louis III de Chiny. En octobre 1204, Louis IV renouvelle l'hommage. En octobre 1227, se déroule au château de Mouzon une cérémonie d'hommage-lige avec Arnould III, fiancé de Jeanne de Chini. La proximité des lignées comtales se retrouvent dans le choix des armes du comté de Chiny, De gueules semés de croisettes d'or à deux bars adossés de même brochant sur le tout. Mais d'autres armes de la maison de Chiny sont connues : D'or et de gueules de huit pièces au lion de fable, brochant sur le tout.
Aussi l'inféodation reste partielle. La famille comtale s'est déjà illustré par son activité en Lorraine, surtout avec deux évêques de Verdun, au XIIe siècle, avec Adalbéron III de Chiny (1131-1156) et Arnould de Chiny (1171-1181). Le prestige religieux est d'ailleurs associé très tôt à la lignée comtale, Arnoldus ou Arnoû II le Grand, époux d'Adélaïde, avait fondé en 1070 l'abbaye d'Orval au milieu de ses terres ainsi qu'auparavant le prieuré saint Sulpice des Prés près de Mézières en 1068 et, plus tardivement, le prieuré de Chiny, dédié à sainte Valburge ou Walpurgis en 1097 et dépendant pour sa gestion de l'abbaye Saint Arnould de Metz. Le prestige religieux de la famille comtale dépassait le territoire du comté, car Halvide, la fille du comte Arnould II, avait fondé avec son mari, le seigneur de Granville, le prieuré saint-Michel en 1085. Le monastère d'Orval le plus important du comté de Chiny est aussi le plus riche de ce secteur lotharingien car il possède des biens jusqu'à la vallée du Rupt de Mad, à Ans-sur-Moselle. En 1132, sa gouvernance échoit à des moines cisterciens.
Louis V de Chiny frappe des propres monnaies dans son atelier monétaire à Yvois. Arnould III de Chiny agit de même, ainsi les archéologues retrouvent parfois des doubles tournois de billon, des plaques et demi-plaques sur les terres du comté et ses abords. Mais ses monnaies imitent fortement les monnaies barroises.
Dès les années 1220, les affranchissements de communautés urbaines se multiplient. La loi de Beaumont s'applique à Avioth dès 1223, puis à Montmédy en 1239. La ville neuve de Montmédy, par cette charte, confirme son rôle de bonne ville et capitale du comté de Chiny.

### L'union comtale et dynastique de Looz et de Chiny

Armoiries de l'union des maisons Looz et Chiny

Louis IV de Chiny n'a pas d'héritier mâle, il ne laisse que deux filles à son décès en 1226. Jeanne, l'aînée, épouse Arnould, promu comte de Looz. C'est la naissance de la seconde dynastie comtale de Looz et de Chiny, peut-être la plus connue du grand public. La maison comtale est installée dans sa capitale de Montmédy.

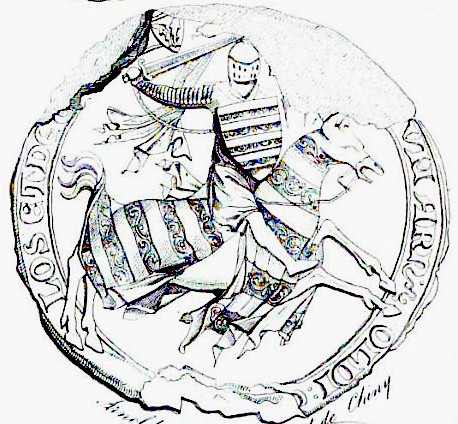
Où sont les belles joutes ? Médaillon d'Arnold V de Looz et Chiny

En 1285, Louis V, le comte de Chiny, organise des festivités mémorables avec joutes et tournoi. Elles ont lieu en contrebas de la ville haute, dans la plaine près de la Chiers, aux portes du petit village de Chauvency, dont le château est confié à la garde de Gérard, le frère du comte Louis V. Plus de 500 chevaliers répondent à son invitation automnale. Le poète Jacques Bretel raconte et immortalise ces journées et soirées de fête chevaleresques dans son célèbre poème : Le Tournoi de Chauvency.
Au XIVe siècle, les comtes de Chiny et de Looz, de plus en plus victimes d'agressions violentes, peinent à contenir leurs puissants voisins et rivaux. Ils sont désormais contraints de prêter hommage aux comtes de Bar pour garantir l'intégrité de leur belle principauté de Chiny, tandis que les comtes de Luxembourg et les princes évêques de Liège convoitent également des parties de leur territoire. Les mœurs chevaleresques de Chauvency se sont évanouies depuis belle lurette.

### Vente et annexion du comté de Chiny à la maison comtale, puis ducale de Luxembourg
Aussi, lorsque Louis VI de Chiny décède sans hoirs en branche directe, son neveu et héritier de famille reconnu Thierry de Heinsberg peine à contenir les prétentions des rivaux voisins. Il choisit alors de démembrer le comté de Chiny au profit des terres du comté de Looz, minimisant dangereusement les revendications des princes-évêques. Il vend alors les prévôtés de Yvois, de Virton et la châtellenie de La Ferté au comte de Luxembourg. Les transactions avec Jean Ier de Luxembourg s'échelonnent entre 1337 et 1340. Le souverain acquéreur transfère l'atelier monétaire d'Avioth connu pour ses moneta aviothensis en argent.
En 1364, les seigneurs du Luxembourg, promus entre-temps duc de Luxembourg, en la personne de Wenceslas, rachètent les derniers lambeaux du comté de Chiny à son titulaire en droit Arnould V.

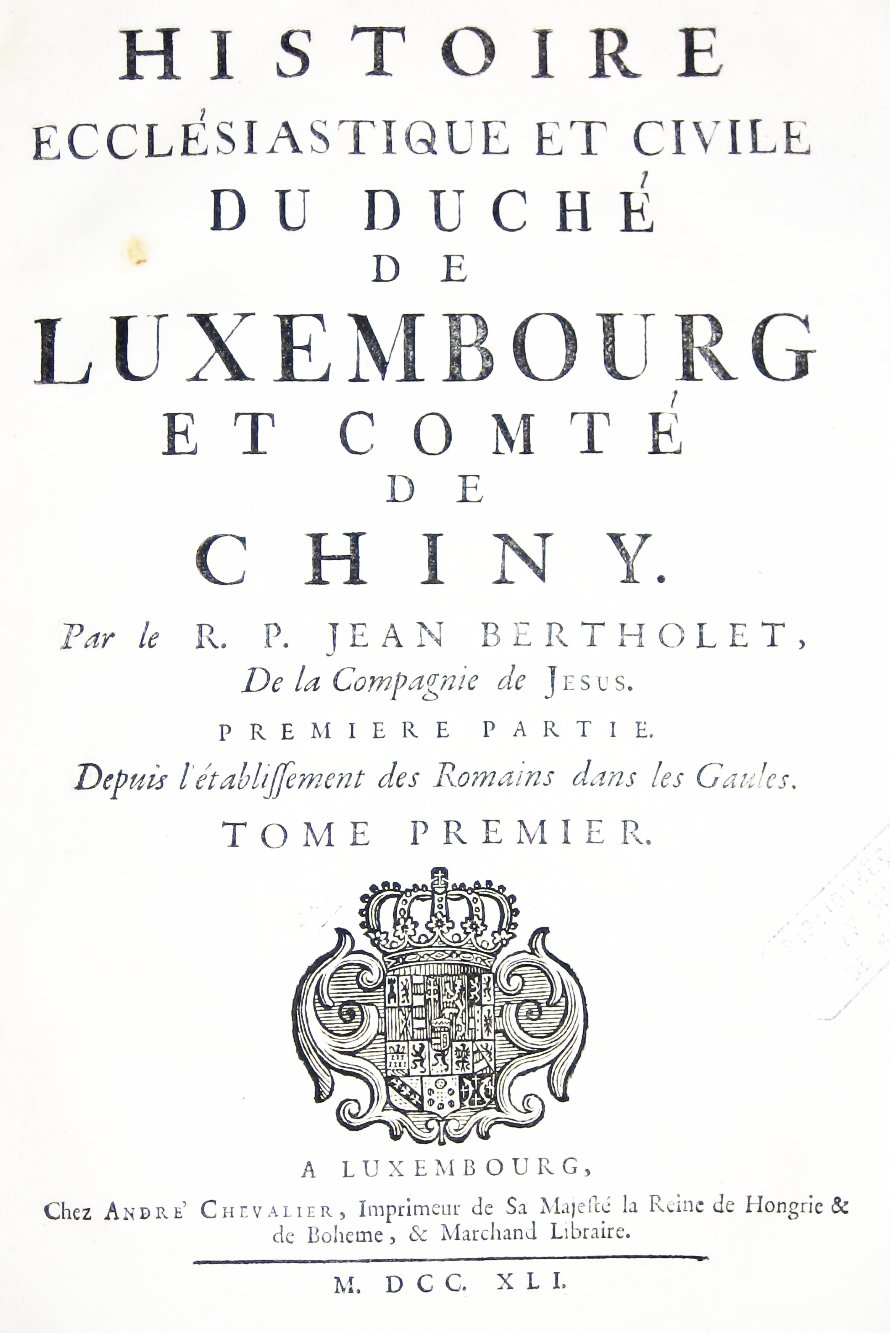
Histoire religieuse et luxembourgeoise

Les ducs de Luxembourg se prévalent du titre de comte de Chiny. Mais si le titre subsiste dans les armoriales, la réalité de la vieille entité comtale disparaît. Le comté n'est plus au mieux que l'un des « quartiers romans » du duché de Luxembourg.
Pourtant, l'acquisition luxembourgeoise du comté de Chiny n'est pas admise à la fois par la maison de Lorraine et par les maisons de la principauté de Bar, qui estiment n'avoir pas été consultées. Devant l'ampleur des contestations méridionales, le duché de Luxembourg engage des pourparlers diplomatiques. En 1374, Marguerite de Lorraine, femme d'Olry de Ribeaupierre, traite avec le duc Jean au sujet des prétentions et donations reçues de la tante de son frère, feu le duc Raoul, Marguerite, comtesse de Looz et de Chiny par son second mariage avec Louis IV.
Contestations et motifs de griefs et de guerres durent jusqu'à la fin du XVe siècle. Durant ces périodes de troubles, les habitants des anciennes terres du comté sont désormais victimes de l'insécurité frontalière et de la domination d'aventuriers ou de militaires-tyrans censés les protéger, mais qui les délaissent souvent face aux dévastations des guerres et aux pillages des bandes armées démobilisées.
En 1476, le duc de Lorraine René II donne commission à Vaultrin de Nettancourt, son conseiller et maître d'hôtel, de se saisir du comté de Chiny et de plusieurs autres places du duché du Luxembourg. L'expédition reste lettre morte même si l'état de guerre perdure ensuite, car les troupes lorraines, restées fidèles à la maison de Lorraine, sont d'abord engagées face à l'envahisseur bourguignon puis dans d'autres aventures. En 1478, le roi de France Louis XI fait don à René II et à ses hoirs des droits qu'il possède au duché de Luxembourg et comté de Bourgogne. Néanmoins, il faut attendre juillet 1489 pour que les troupes lorraines opèrent une série de représailles sur l'ancien comté de Chiny, notamment en détruisant et rasant la ville forte de Chiny. Il s'agit plus d'une opération de police et de sécurisation de voies marchandes secondaires dans le cadre d'un mandat accordée par les autorités impériales que d'une conquête provisoire.
Les modestes territoires de l'ancien comté de Chiny ressortent, pour les autorités impériales, du duché de Luxembourg. Ils font ensuite partie de la province luxembourgeoise et subissent au fil des siècles divers changements de souveraineté, avant d'être écartelés finalement dans cette région-frontière, entre les états de Belgique, France et du Grand-Duché de Luxembourg.

### Résurrection lorraine et française du comté de Chiny
Il s'agit d'une renaissance orchestrée sur le plan juridique par la chambre de réunion de Metz, entre 1679 et 1686. Le royaume de France détient fermement les prévôtés d'Yvois, Montmédy et Chauvency, depuis le traité des Pyrénées. Se servant des édits de la chambre de réunion messine, Louis XIV annexe par décret du 21 avril 1681 le comté de Chiny refondé sur un plan juridique, en arguant qu'il n'est qu'un fief du duché de Bar.
Avec les revers militaires et la perte de la Lorraine ducale provisoirement occupée, laissée à son cousin Léopold de Lorraine, Louis XIV renonce à cette argumentation juridique, sans perdre ses possessions.

## Commémoration du millénaire en 1980
Un commémoration à la fois historique et folklorique, bon enfant, du millénaire du comté de Chiny, s'est déroulée en 1980 à l'initiative de la ville de Chiny. La clôture s'est effectuée par un défilé en l'honneur du comté médiéval, réunissant des participants des anciennes villes et contrées. Les travaux historiques ont eu le grand mérite de relancer l'intérêt pour l'histoire médiévale locale.